# Cyrtodactylus multiporus
Cyrtodactylus multiporus es una especie de gecos de la familia Gekkonidae.

## Distribución geográfica yhábitat
Es endémica del centro-este de Laos. Su rango altitudinal oscila alrededor de 230 m s. n. m..